# Tschechische Badminton-Mannschaftsmeisterschaft 2013
Die Tschechische Badminton-Mannschaftsmeisterschaft der Saison 2012/2013 gewann das Team von TJ Sokol Veselý Jehnice.

## Vorrunde
| Platz | Team                                 | Punkte | Spiele | G | U | V | Spielpunkte |   |    | Sätze |   |    | Bälle |   |      |
| ----- | ------------------------------------ | ------ | ------ | - | - | - | ----------- | - | -- | ----- | - | -- | ----- | - | ---- |
| 1     | TJ Sokol Veselý Jehnice              | 20     | 7      | 6 | 1 | 0 | 43          | - | 13 | 89    | - | 34 | 2403  | - | 1912 |
| 2     | BK 1973 Deltacar Benátky nad Jizerou | 19     | 7      | 6 | 0 | 1 | 47          | - | 9  | 97    | - | 26 | 2449  | - | 1882 |
| 3     | Sokol Meteor Praha-Radotín           | 18     | 7      | 5 | 1 | 1 | 34          | - | 22 | 74    | - | 51 | 2240  | - | 2078 |
| 4     | TJ Sokol Dobruška                    | 15     | 7      | 4 | 0 | 3 | 25          | - | 31 | 64    | - | 71 | 2425  | - | 2473 |
| 5     | BaC Kladno                           | 12     | 7      | 2 | 1 | 4 | 24          | - | 32 | 56    | - | 71 | 2209  | - | 2323 |
| 6     | TJ Astra Praha                       | 11     | 7      | 1 | 2 | 4 | 22          | - | 34 | 52    | - | 78 | 2206  | - | 2430 |
| 7     | VSK Slavia TU Liberec                | 9      | 7      | 1 | 0 | 6 | 16          | - | 40 | 43    | - | 85 | 2103  | - | 2394 |
| 8     | Super Stars Most                     | 8      | 7      | 0 | 1 | 6 | 13          | - | 43 | 33    | - | 92 | 1884  | - | 2427 |

## Viertelfinale
- BaC Kladno – TJ Sokol Dobruška: 5:3
- Sokol Meteor Praha-Radotín – TJ Astra Praha: 6:2

## Halbfinale
- TJ Sokol Veselý Jehnice – BaC Kladno: 8:0
- BK 1973 Deltacar Benátky nad Jizerou – Sokol Meteor Praha-Radotín: 5:2

## Finale
- TJ Sokol Veselý Jehnice – BK 1973 Deltacar Benátky nad Jizerou: 6:1